# Tour de France 2015/16. Etappe
Die 16. Etappe der Tour de France 2015 fand am 20. Juli 2015 statt. Sie führte von Bourg-de-Péage über 201 Kilometer nach Gap. Es gab zwei Bergwertungen der zweiten Kategorie sowie einen Zwischensprint nach 86,5 Kilometern in Die. Die 16. Etappe zählte als mittelschwere Etappe. Es gingen 170 Fahrer an den Start.

## Rennverlauf
Am Anfang bildete sich eine Führungsgruppe mit 29 Fahrern, die dann in zwei Gruppen zerfiel: zwölf Fahrer in Front, die übrigen dahinter. In der zweiten Gruppe war der in der Gesamtwertung gut platzierte Tony Gallopin vertreten, weshalb im Feld von der Sky-Mannschaft des Führenden Chris Froome schnell gefahren wurde und die Ausreißer sich nur mühsam Vorsprung erarbeiten konnten. Erst, als sich Gallopin zurückfallen ließ, nahm das Hauptfeld etwas Tempo aus der Verfolgung. Die zwölf vorn liegenden Fahrer hatten nach einer Stunde rund 5:45 Minuten Vorsprung auf das Hauptfeld, die Verfolger, ebenfalls zwölf Fahrer, lagen etwa 40 Sekunden hinter der Spitze. Die beiden Gruppen setzten sich wie folgt zusammen:
- Spitzengruppe: Andrij Hrywko, Christophe Riblon, Peter Sagan, Thomas De Gendt, Simon Geschke, Marco Haller, Bob Jungels, Nélson Oliveira, Rubén Plaza, Daniel Navarro, Pierrick Fédrigo, Serge Pauwels,
- Verfolgergruppe: Imanol Erviti, Adam Hansen, Michał Gołaś, Matteo Trentin, Thomas Voeckler, Laurent Didier, Markel Irízar, Luis Ángel Maté, Jarlinson Pantano, Pierre-Luc Périchon, Edvald Boasson Hagen, Daniel Teklehaimanot.

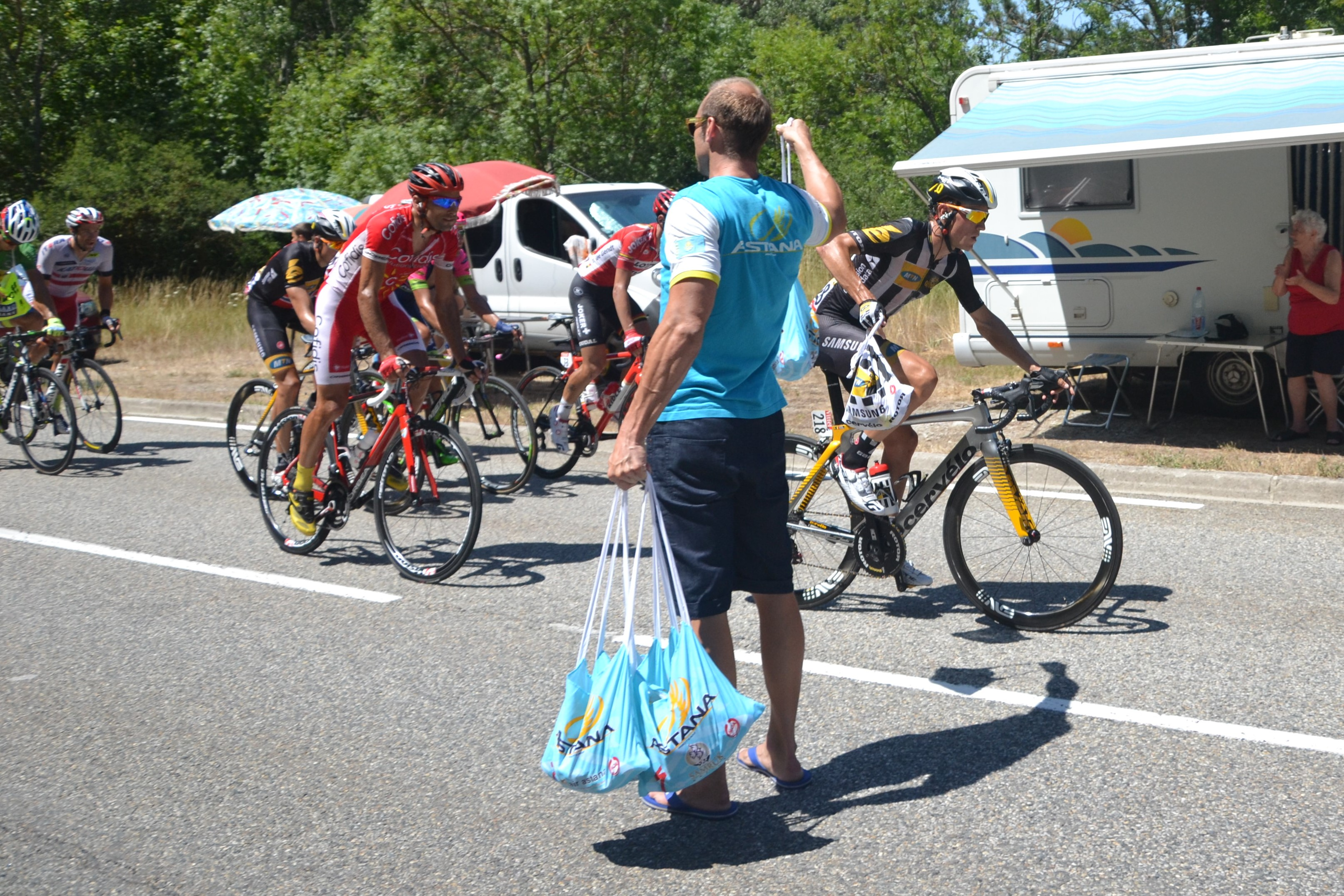
Die vereinigte Spitzengruppe (mit Serge Pauwels (re.) und Luis Ángel Maté (li.)) an der Verpflegungsstelle

Die erste Wertung des Tages war der Zwischensprint in Die, den erwartungsgemäß Peter Sagan gewann. Sagan war schon zum dritten Mal in Folge in der Fluchtgruppe des Tages vertreten und seit der 13. Etappe immer unter die besten Zehn der Etappe gefahren. Der Verfolgergruppe gelang danach der Zusammenschluss mit der Spitze, die über zehn Minuten Vorsprung auf das Hauptfeld hatte. Laurent Didier aus der Verfolgergruppe fiel dabei zurück, sodass 23 Fahrer vorn waren.

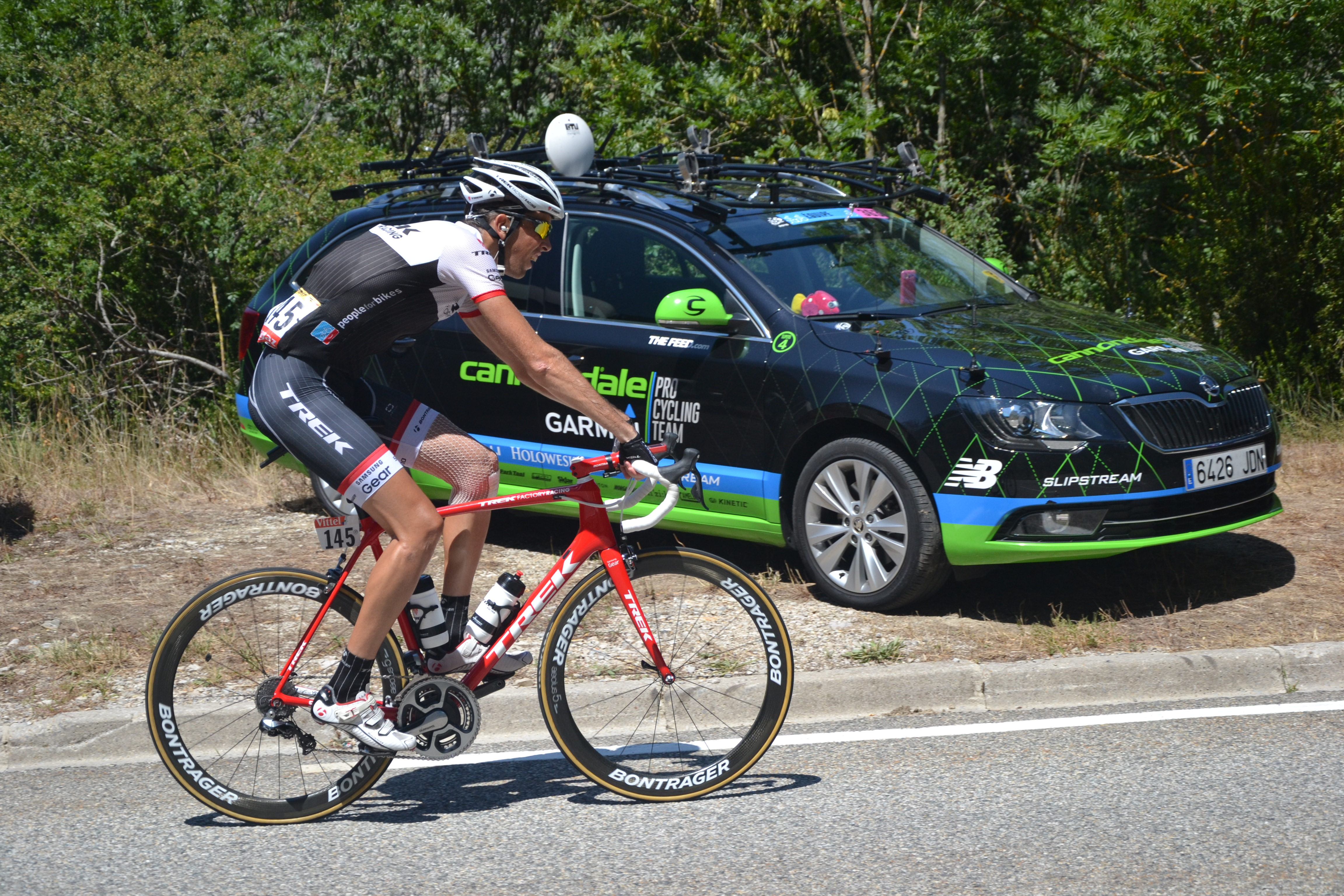
Laurent Didier fiel aus der Spitzengruppe zurück

Die Bergwertung der zweiten Kategorie am Col de Cabre entschied Pauwels für sich, gefolgt von De Gendt, Boasson Hagen und Haller. In der Abfahrt begann Peter Sagan, einige Attacken aus der mit 13 Minuten in Führung liegenden Gruppe zu fahren, wurde aber nicht weggelassen. Vor der zweiten Bergwertung hatten sich Adam Hansen und Marco Haller kurz absetzen können, wurden aber im Anstieg wieder eingeholt. Stattdessen attackierte Rubén Plaza. Er konnte sich absetzen und gewann die Bergwertung am Col de Manse vor Peter Sagan, Simon Geschke und Jarlinson Pantano, die den Gipfel einige Sekunden später überfuhren. Die Abfahrt fuhren viele sehr riskant, um sich den Tagessieg noch sichern zu können. Ärgster Verfolger Plazas war dort Peter Sagan, der aber 30 Sekunden hinter dem Spanier lag. Plaza gewann die Etappe schließlich vor Sagan, Pantano, Geschke und Bob Jungels.
Unterdessen befand sich die Favoritengruppe noch im Anstieg zur letzten Bergwertung. Es wurden einige Attacken von den Favoriten gefahren, einzig Vincenzo Nibali konnte sich etwas absetzen. Tony Gallopin fiel zurück und wurde mit Hilfe seines Mannschaftskameradens Lars Bak über die Steigung gebracht. In der Abfahrt stieß Warren Barguil in einer Kurve gegen Geraint Thomas, der gegen einen Pfahl fuhr und über einen Zaun einen Abhang hinunterstürzte. Er konnte aber weiterfahren. Nibali kam mit 28 Sekunden Vorsprung auf die übrigen Klassementfahrer ins Ziel, Gallopin schaffte den Anschluss nicht wieder und verlor dreieinhalb Minuten auf den führenden Froome.

## Punktewertungen
| Zwischensprint in Die nach 86,5 km auf 411 m |             |                         |         |
| 1.                                           | Slowakei    | Peter Sagan (TCS)       | 20 Pkt. |
| 2.                                           | Belgien     | Thomas De Gendt (LTS)   | 17 Pkt. |
| 3.                                           | Luxemburg   | Bob Jungels (TFR)       | 15 Pkt. |
| 4.                                           | Osterreich  | Marco Haller (KAT)      | 13 Pkt. |
| 5.                                           | Frankreich  | Pierrick Fédrigo (BSE)  | 11 Pkt. |
| 6.                                           | Portugal    | Nélson Oliveira (LAM)   | 10 Pkt. |
| 7.                                           | Spanien     | Daniel Navarro (COF)    | 9 Pkt.  |
| 8.                                           | Frankreich  | Christophe Riblon (ALM) | 8 Pkt.  |
| 9.                                           | Deutschland | Simon Geschke (TGA)     | 7 Pkt.  |
| 10.                                          | Belgien     | Serge Pauwels (MTN)     | 6 Pkt.  |
| 11.                                          | Ukraine     | Andrij Hrywko (AST)     | 5 Pkt.  |
| 12.                                          | Spanien     | Rubén Plaza (LAM)       | 4 Pkt.  |
| 13.                                          | Frankreich  | Thomas Voeckler (EUC)   | 3 Pkt.  |
| 14.                                          | Australien  | Adam Hansen (LTS)       | 2 Pkt.  |
| 15.                                          | Polen       | Michał Gołaś (EQS)      | 1 Pkt.  |

| Etappenziel in Gap nach 201 km auf 745 m |             |                            |         |
| 1.                                       | Spanien     | Rubén Plaza (LAM)          | 30 Pkt. |
| 2.                                       | Slowakei    | Peter Sagan (TCS)          | 25 Pkt. |
| 3.                                       | Kolumbien   | Jarlinson Pantano (IAM)    | 22 Pkt. |
| 4.                                       | Deutschland | Simon Geschke (TGA)        | 19 Pkt. |
| 5.                                       | Luxemburg   | Bob Jungels (TFR)          | 17 Pkt. |
| 6.                                       | Frankreich  | Christophe Riblon (ALM)    | 15 Pkt. |
| 7.                                       | Eritrea     | Daniel Teklehaimanot (MTN) | 13 Pkt. |
| 8.                                       | Belgien     | Thomas De Gendt (LTS)      | 11 Pkt. |
| 9.                                       | Spanien     | Luis Ángel Maté (COF)      | 9 Pkt.  |
| 10.                                      | Frankreich  | Thomas Voeckler (EUC)      | 7 Pkt.  |
| 11.                                      | Frankreich  | Pierrick Fédrigo (BSE)     | 6 Pkt.  |
| 12.                                      | Ukraine     | Andrij Hrywko (AST)        | 5 Pkt.  |
| 13.                                      | Belgien     | Serge Pauwels (MTN)        | 4 Pkt.  |
| 14.                                      | Polen       | Michał Gołaś (EQS)         | 3 Pkt.  |
| 15.                                      | Spanien     | Imanol Erviti (MOV)        | 2 Pkt.  |

## Bergwertungen
| Col de Cabre Kategorie 2 nach 130 km auf 1180 m 9,1 km bei 4,6 % |            |                            |        |
| 1.                                                               | Belgien    | Serge Pauwels (MTN)        | 5 Pkt. |
| 2.                                                               | Belgien    | Thomas De Gendt (LTS)      | 3 Pkt. |
| 3.                                                               | Norwegen   | Edvald Boasson Hagen (MTN) | 2 Pkt. |
| 4.                                                               | Osterreich | Marco Haller (KAT)         | 1 Pkt. |

| Col de Manse Kategorie 2 nach 189 km auf 1268 m 8,9 km bei 5,6 % |             |                         |        |
| 1.                                                               | Spanien     | Rubén Plaza (LAM)       | 5 Pkt. |
| 2.                                                               | Slowakei    | Peter Sagan (TCS)       | 3 Pkt. |
| 3.                                                               | Deutschland | Simon Geschke (TGA)     | 2 Pkt. |
| 4.                                                               | Kolumbien   | Jarlinson Pantano (IAM) | 1 Pkt. |

## Aufgaben
- Greg Van Avermaet (BMC): nicht zur Etappe angetreten (Heimreise, da seine Frau ein Kind erwartete)
- Peter Kennaugh (SKY): Aufgabe während der Etappe (Krankheit[1])